# 1996-os Formula–1 belga nagydíj
A belga nagydíj volt az 1996-os Formula–1 világbajnokság tizenharmadik futama.

## Futam
| Helyezés | #  | Versenyző             | Csapat/Motor       | Futott körök | Idő/Kiesés oka  | Rajthely | Pontszám |
| -------- | -- | --------------------- | ------------------ | ------------ | --------------- | -------- | -------- |
| 1        | 1  | Michael Schumacher    | Ferrari            | 44           | 1:28:15,125     | 3        | 10       |
| 2        | 6  | Jacques Villeneuve    | Williams-Renault   | 44           | + 5,602         | 1        | 6        |
| 3        | 7  | Mika Häkkinen         | McLaren-Mercedes   | 44           | + 15,710        | 6        | 4        |
| 4        | 3  | Jean Alesi            | Benetton-Renault   | 44           | + 19,125        | 7        | 3        |
| 5        | 5  | Damon Hill            | Williams-Renault   | 44           | + 29,179        | 2        | 2        |
| 6        | 4  | Gerhard Berger        | Benetton-Renault   | 44           | + 29,896        | 5        | 1        |
| 7        | 19 | Mika Salo             | Tyrrell-Yamaha     | 44           | + 60,754        | 13       |          |
| 8        | 18 | Katajama Ukjó         | Tyrrell-Yamaha     | 44           | + 100,227       | 17       |          |
| 9        | 16 | Ricardo Rosset        | Footwork-Hart      | 43           | + 1 kör         | 18       |          |
| 10       | 20 | Pedro Lamy            | Minardi-Ford       | 43           | + 1 kör         | 19       |          |
| Kiesett  | 8  | David Coulthard       | McLaren-Mercedes   | 37           | Kicsúszás       | 4        |          |
| Kiesett  | 12 | Martin Brundle        | Jordan-Peugeot     | 34           | Motorhiba       | 8        |          |
| Kiesett  | 2  | Eddie Irvine          | Ferrari            | 29           | Váltó           | 9        |          |
| Kiesett  | 11 | Rubens Barrichello    | Jordan-Peugeot     | 29           | Felfüggesztés   | 10       |          |
| Kiesett  | 10 | Pedro Diniz           | Ligier-Mugen-Honda | 22           | Elektronika     | 15       |          |
| Kiesett  | 17 | Jos Verstappen        | Footwork-Hart      | 11           | Baleset         | 16       |          |
| Kiesett  | 15 | Heinz-Harald Frentzen | Sauber-Ford        | 0            | Ütközés         | 11       |          |
| Kiesett  | 14 | Johnny Herbert        | Sauber-Ford        | 0            | Ütközés         | 12       |          |
| Kiesett  | 9  | Olivier Panis         | Ligier-Mugen-Honda | 0            | Ütközés         | 14       |          |
| NK       | 21 | Giovanni Lavaggi      | Minardi-Ford       |              | Nem kvalifikált |          |          |

## A világbajnokság élmezőnyének állása a verseny után
| H  | Versenyzők         | Pont | H  | Konstruktőrök    | Pont |
| -- | ------------------ | ---- | -- | ---------------- | ---- |
| 1. | Damon Hill         | 81   | 1. | Williams-Renault | 149  |
| 2. | Jacques Villeneuve | 68   | 2. | Benetton-Renault | 55   |
| 3. | Michael Schumacher | 39   | 3. | Ferrari          | 48   |
| 4. | Jean Alesi         | 38   | 4. | McLaren-Mercedes | 41   |
| 5. | Mika Häkkinen      | 23   | 5. | Jordan-Peugeot   | 15   |

## Statisztikák
Vezető helyen:
- Jacques Villeneuve: 17 (1-14 / 30-32)
- David Coulthard: 7 (15-21)
- Mika Häkkinen: 2 (22-23)
- Michael Schumacher: 18 (24-29 / 33-44)

Michael Schumacher 21. győzelme, Jacques Villeneuve 2. pole-pozíciója, Gerhard Berger 19. leggyorsabb köre.
- Ferrari 107. győzelme.